# Mýto pod Ďumbierom
Mýto pod Ďumbierom (německy Mauth, maďarsky Vámos) je obec na Slovensku v okrese Brezno. Leží na jižním svahu střední části Nízkých Tater v údolí Štiavničky. Na severovýchodě a východě hraničí obec s katastrem města Brezno, na jihu s obcí Valaská a na západě s obcí Bystrá.

## Poloha
Mýto pod Ďumbierom se nachází pod Ďumbierem (2043 m n. m.). Ze severní strany, směrem k Mýtu , vybíhá z nízkotatranského hřebene lesnatý Velký Gápeľ, který nad obcí klesá na výšku 936 m n. m. (Stupka). Ze západní strany se k Mýtu sklání Horní Díl (842 m n. m.), jižním směrem je to Malý Gápeľ, který končí zalesněným povrchem Zingoty (1170 m n. m.). Pod vrchem Sanski (847 m n. m.), který patří do Královohoľských Tater, se nachází nejrovinatější část celého katastru - Pohansko. Na jihu ještě třeba zmínit zalesněný Díl (900 m n. m.), který úzkou Frlajzovou dolinou ústí do obce a přes Luční svahy se zvedá až ke Skalce (946 m n. m.) s televizním vysílačem. V údolí Štiavničky je minerální pramen se zvýšeným obsahem železa.

## Dějiny
Osadu založili horníci, kteří pro královské město Brezno a pro Kremnickou mincovnu těžili drahé kovy a pro hutě železo. Obec se v písemných památkách připomíná jako osada, která patřila Breznu. To dalo v úzkém údolí kolem potoka Štiavničky postavit dřevěný domek, kde se lidé zastavili, odpočinuli si a městskému celníkovi zaplatili poplatek za vstup do katastru. Chodili se sem občerstvovat i místní horníci, kteří v Žlebích vymývali potoční zlato, nebo pálili uhlí v Uhlisku. Tito osadníci si postupně začali připravovat podmínky i pro své trvalé bydlení. Postavili si domy a kolem nich začali obdělávat půdu a stávali se tak i rolníky. Přestože se historie obce datuje od roku 1696, již 40 let před tímto datem se uvádělo, že osada má "40 duší". I řada jiných důkazů potvrzuje, že Mýto zde bylo dříve, než se stalo obcí. Například v roce 1683, když se uprostřed zimy z vyhnanství vraceli rektor breznianského gymnázia Ján Simonides a básník Ján Milchovský, tu byli vlídně a přátelsky přivítáni. Ještě o rok dříve se přes Mýto valila Tökölyho vojska. Na trámu domu, který v roce 1956 zbořili, se nacházel letopočet 1694, takže obyvatelé tu už byli skutečně dávno před oficiálním uznáním obce.
Největší počet obyvatel měla obec v roce 1940, kdy jich bylo téměř 1200. Po válce obec zaznamenala nejvýraznější rozmach, když bylo renovováno téměř 88 procent rodinných domů. Postavila se škola, požární zbrojnice, 8 penzionů, 2 hotely, 8 rekreačních zařízení a vyrostlo množství chat. V současnosti žije v obci 536 obyvatel.

## Historické památky
V obci se nachází římskokatolický kostel sv. Matouše z roku 1840, evangelický kostel postavený v letech 1822-1828, kaple v Bystré z roku 1816, kovářská výheň postavená začátkem 20. století.